# Claudia Coari

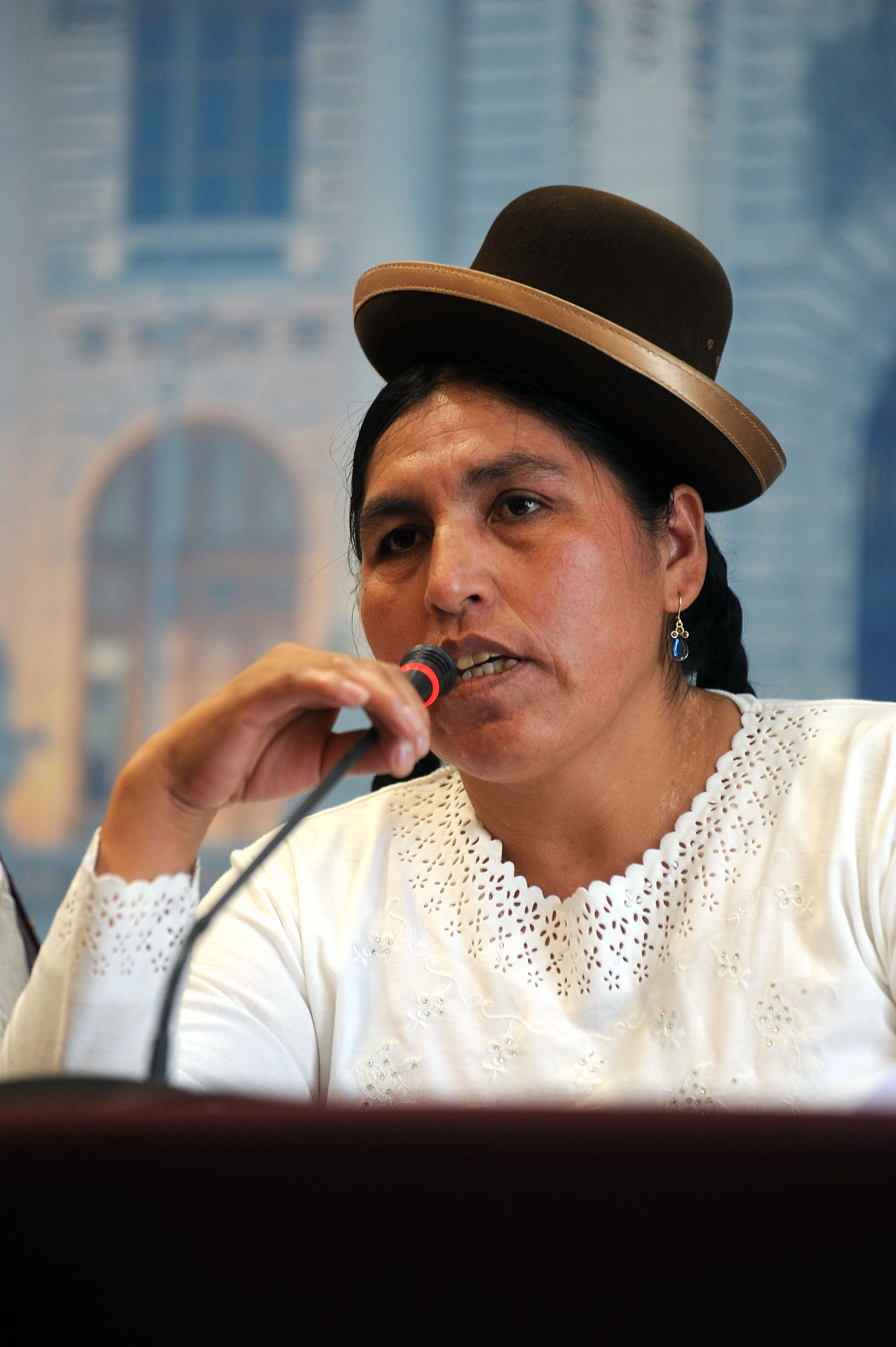
Claudia Coari Mamani, 2012

Claudia Faustina Coari Mamani (* 26. Februar 1967 in Escallani, Distrikt Capachica, Provinz Puno, Peru) ist eine peruanische Bauernführerin, Quechua-Aktivistin, Menschen- und Frauenrechtlerin sowie Politikerin. Von 2011 bis 2016 war sie Abgeordnete im Kongress der Republik Peru, gewählt in der Region Puno für das Wahlbündnis Gana Perú.

## Leben
Claudia Coari wurde 1967 in der Quechua-Gemeinde Escallani am Titicacasee geboren. Ihre Mutter starb, als sie fünf Monate alt war, weshalb sie bei ihren Großeltern und ihrer Tante aufwuchs. Ihr Vater arbeitete dagegen in Juliaca in einer Textilwerkstatt. Sie ging – anders als manche anderen aus dem Ort – zur etwa zwei Stunden Fußweg entfernten Primarschule und anschließend zur Sekundarschule in Chapa bei Capachica, die noch weiter weg war. Hier schloss sie sich der lokalen katholischen Frauengruppe im Umfeld des Maryknoll-Ordens an, der die Pfarrgemeinde von Capachica betreute. Mit 12 und 13 Jahren arbeitete sie in deren Gärtnerei, und noch als Schülerin wurde sie zur christlichen Jugendbetreuerin für die Gemeindemitglieder gewählt. In der katholischen Frauengruppe sagten ihre Gefährtinnen, so Coari, dass die Frauen selbst dafür sorgen müssten, dass ihre Rechte respektiert werden. Nach vier Jahren wurde sie katholische Frauenleiterin für den Distrikt Capachica, was sie drei Jahre blieb. Später wurde sie Delegierte des Regionalen Bauernverbandes von Puno (Federación Departamental de Campesinos de Puno, FDCP) bei der Confederación Campesina del Perú (CCP), zu der die FDCP gehört, und danach Ökonomische Sekretärin dieser Organisation. Seitdem ist sie aktiv für die CCP tätig.
In diesen Jahren gebar Claudia Coari eine Tochter, die sie als Alleinerziehende aufzog. Coari verdiente sich ihren Unterhalt als Marktverkäuferin. Als sie sich mit ihrer Tochter, die beim Verkauf auf dem Markt half, in Juliaca befand, wurde sie von Ollanta Humala vom Partido Nacionalista Peruano (PNP) angerufen, der sie fragte, ob sie, die Marktverkäuferin und Bauernführerin der CCP, bei den Wahlen in Peru 2011 in der Region Puno als Kongressabgeordnete für das Wahlbündnis Gana Perú kandidieren wolle. Überrascht von diesem Angebot, stimmte sie schließlich zu.
Bei den Wahlen in Peru 2011 am 10. März 2011 wurde sie mit 19.445 Präferenzstimmen und somit als erste der Landesliste von Gana Perú für Puno, obwohl sie nicht als erste auf dieser Liste stand, zur Abgeordneten des peruanischen Kongresses gewählt. Ihre parlamentarische Tätigkeit nahm sie am 27. Juli 2011 für einen Zeitraum von fünf Jahren auf. Bei verschiedenen Gelegenheiten verwendete sie im Parlament ihre Muttersprache Quechua.

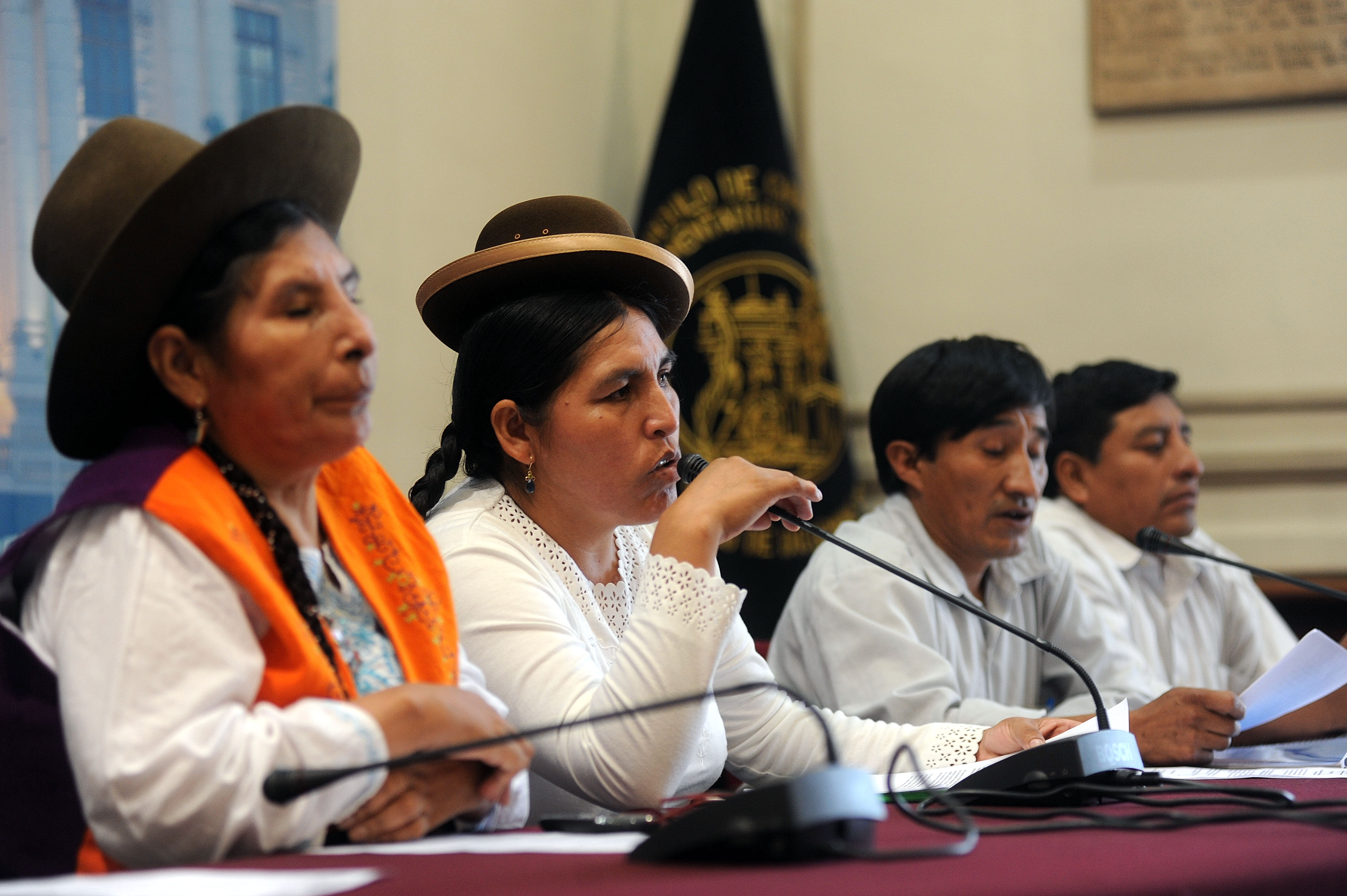
Die Abgeordnete Claudia Coari (Mitte) mit Leitern der CCP (vorn Hilaria Supa Huamán) auf einer Pressekonferenz zum Gesetz zur vorherigen Anhörung der indigenen Völker (Ley de Consulta Previa, beschlossen am 23. August 2011), 21. März 2012.

Die von ihr festgelegten Schwerpunkte als Abgeordnete waren unter anderem der Bergbau, Umweltschutz und Ernährungssouveränität. Von ihr auf dieser Grundlage vorgestellte Gesetzentwürfe waren unter anderen das für geplante Bergbauprojekte in Gebieten der Indigenen bedeutende „Gesetz zur vorherigen Anhörung der indigenen Völker“ (Ley de Consulta Previa), das der Konvention 169 der Internationalen Arbeitsorganisation entsprach und am 23. August 2011 vom peruanischen Kongress verabschiedet wurde, aber unter anderen auch das Gesetz zum Schutz des Titicacasees sowie das Gesetz zur Unterstützung der familiären kleinlandwirtschaftlichen Produktion, um so die Ernährungssouveränität zu gewährleisten, die beide vom Kongress ebenfalls beschlossen wurden. Claudia Coari beteiligte sich auch intensiv an der Erarbeitung der Ausführungsbestimmungen für das „Gesetz zur vorherigen Anhörung der indigenen Völker“, wobei sie im September 2013 kritisierte, dass dieses Gesetz die indigenen Gemeinden des östlichen Tieflandes gegenüber denen des Andenraums bevorzuge. Ein weiterer Schwerpunkt Coaris war der Kampf gegen die Gewalt gegen Frauen.
2018 war Coari Teil einer Delegation indigener Frauen aus zehn südamerikanischen Ländern, die nach Chile reisten, um eine Kampagne der Ernährungs- und Landwirtschaftsorganisation der Vereinten Nationen (FAO) zur Überwindung des Hungers zu starten. Auch hier hob sie wieder die Bedeutung der kleinlandwirtschaftlichen Produktion für die Ernährungssouveränität hervor, bei der die Frauen die Hauptlast trügen.
Bei den Wahlen in Peru 2021 zum Andenparlament kandidierte Coari für das Wahlbündnis Juntos por el Perú. Mit 737.889 Stimmen oder 6,987 % errang sie jedoch keinen der fünf Sitze.